# Emil Fischer
Hermann Emil Fischer, född 9 oktober 1852 i Euskirchen vid Köln, död 15 juli 1919 i Berlin, var en tysk kemist och nobelpristagare.

## Biografi
Fischer studerade vid universiteten i Bonn, Strassburg och München, där han under Adolf von Baeyer 1878 blev docent i kemi och 1879 professor. År 1882 kallades han till Erlangen som professor, 1885 till Würzburg och 1892 till Berlin.
Tillsammans med sin kusin Otto Fischer lyckades han 1878 utreda rosanilinfärgämnenas konstitution. Redan året förut hade han gjort en upptäckt av grundläggande betydelse, i det att han lyckades genom reduktion av diazoniumsalter framställa en ny bas med namnet fenylhydrazin. Därmed hade Fischer nyckeln till sockergruppens kemi. Detta dittills obetydlig kända område har sedermera genom hans och hans lärjungars arbeten blivit ett av den organiska kemins bäst genomarbetade och fullständigast utredda. Först genom de olika sockerarternas kombination med fenylhydrazin till svårlösliga, kristalliserande osazoner blev det möjligt att isolera och karakterisera dem alla samt fastställa deras släktskap.
Under kort tid lyckades Fischer genomföra den fullständiga syntesen av flera sockerarter. Han lärde känna viktiga metoder att överföra sockerarterna i varandra och att ur lägre sockerarter uppbygga högre. På samma sätt framställde han konstgjorda sockerarter som inte finns i naturen. Vid systematiseringen av de talrika, stereoisomeriska sockerarterna fann Jacobus Henricus van't Hoffs stereokemiska teori en tydlig bekräftelse.
Fischers nästa stora arbetsområde omfattade urinsyregruppen, till vilken fysiologiskt så viktiga ämnen som urinsyra, koffein och xantin hör. Han fastställde inte bara alla dessa kroppars konstitution, utan kunde även ange metoder för deras syntes samt lyckades slutligen att framställa gruppens gemensamma modersubstans, purin.
Två av hans mest kända böcker är "Untersuchungen über Aminosäuren, Polypeptide und Proteme" (1906) och "Anleitung zur Darstellung organischer Präparate" (1887). Tillsammans med Jacob Volhard utgav han 1902 en levnadsteckning över August Wilhelm von Hofmann.
Fischer var ledamot av vetenskapliga akademier i många länder, bland annat svenska Vetenskapssocieteten i Uppsala (1892), Fysiografiska sällskapet i Lund (1903) och Vetenskapsakademien (1905). Han tilldelades Davymedaljen 1890 och Nobelpriset i kemi 1902.